# Église Saint-Savinien de Saint-Savinien
L'église Saint-Savinien est une église  située sur le territoire de la commune de Saint-Savinien en Saintonge, dans le département français de la Charente-Maritime et la région Nouvelle-Aquitaine.

## Historique
L'église Saint-Savinien est un édifice de style roman bâti entre les XIIe et XIIIe siècles. Le sanctuaire actuel succède à un ancien prieuré, cité dans une charte de 1039, et dont il ne subsiste aucun vestige.
Façade, nef et clocher sont classés monuments historiques depuis 1910 ; le reste de l’église est inscrit en 2014.

## Architecture
Fortement endommagée durant la guerre de Cent Ans, lorsque la Charente formait une frontière entre les possessions anglaises et françaises, puis durant les conflits religieux du XVIe siècle, elle fut restaurée à plusieurs reprises. Le sanctuaire actuel, en forme de croix latine, est composé d'une nef unique formée de trois travées voûtées en croisées d'ogives, flanquée de deux croisillons voûtés en berceaux brisés, et prolongée par une abside hémicylindrique à l'extérieur, à 5 pans à l'intérieur, avec une voûte nervurée à 11 quartiers. 
La façade de l'église, de style roman saintongeais, se caractérise par sa sobriété. Elle est formée de deux niveaux d'élévation, délimités par deux corniches à modillons où alternent motifs animaliers et masques humains. Le niveau inférieur de la façade est composé d'un portail à cinq voussures en arc brisé, encadré de deux arcatures aveugles. Cette disposition se retrouve au second niveau, composé d'une baie centrale à deux voussures supportées par des colonnettes et des chapiteaux historiés, et également flanquée de deux arcatures aveugles. L'ensemble est surmonté d'un pignon prolongé par une croix. 

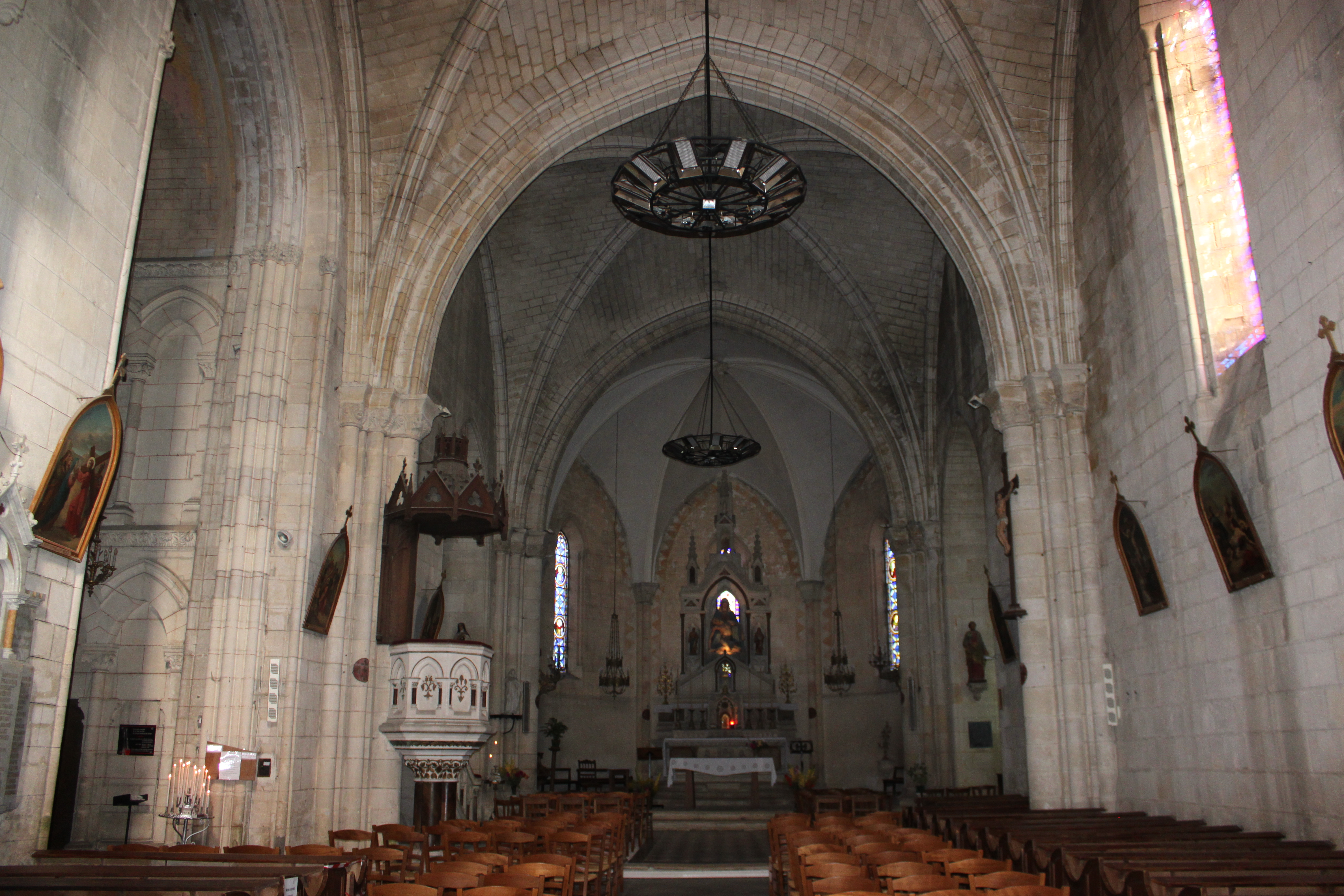
La nef.

Le clocher, qui s'élève au-dessus du croisillon nord, fut reconstruit au XIVe siècle dans le style gothique Plantagenêt. Prévu pour supporter une flèche, il demeure inachevé. L'édifice originel fut considérablement remanié au cours du XIXe siècle. Dans la seconde moitié du siècle, sous le ministère des curés Le Moal et Knutt, le chevet plat, endommagé durant les guerres de religion, est remplacé par une abside, tandis que les voûtes sont couvertes d'ogives et qu'une tribune est édifiée. La chapelle Notre-Dame, au nord, renferme seize statues représentant des personnages bibliques.